# Section française de l’Internationale ouvrière
Die Section française de l’Internationale ouvrière (SFIO, deutsch Französische Sektion der Arbeiter-Internationale) war eine von 1905 bis 1969 bestehende sozialistische Partei in Frankreich. Ihre Nachfolgerin ist die heutige Parti Socialiste (PS).

## Geschichte

### Vorgeschichte

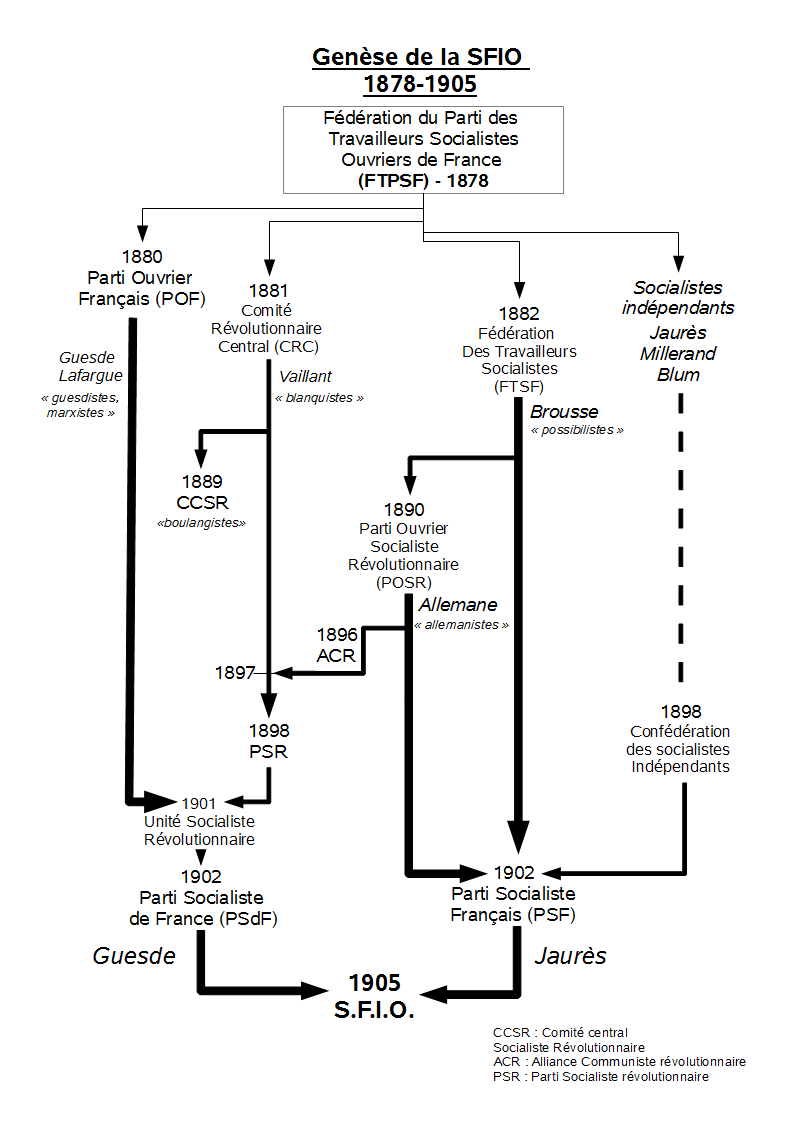
Übersicht der Genese der SFIO

Seit 1877 entstanden in Frankreich mehrere sozialistische Parteien, etwa die marxistische Parti ouvrier (dt. Arbeiterpartei) unter Jules Guesde, die Fédération des travailleurs socialistes (dt. Sozialistische Arbeiterföderation) und die Parti ouvrier socialiste révolutionnaire (dt. Revolutionäre Sozialistische Arbeiterpartei). 1900 konkurrierten fünf sozialistische Formationen, deren Trennungslinien über Fragen zur Haltung zum Klassenkampf und zur Revolution, der Stellung der Gewerkschaften, zur Regierungsbeteiligung und zur Parteidisziplin bestanden.
Erst 1901 vereinigten sich erstmals die Parti ouvrier français (dt. Französische Arbeiterpartei) und die Parti socialiste révolutionnaire zur Parti socialiste de France (PSDF, dt. Sozialistische Partei Frankreichs). Sie bekannte sich zur Revolution und zum Klassenkampf und lehnte das herrschende Gesellschaftssystem ebenso wie eine Regierungsbeteiligung ab. Dagegen gründeten Jean Jaurès, Aristide Briand, Paul Brousse und Jean Allemane 1902 die Parti socialiste français (PSF, dt. Französische Sozialistische Partei), die sich für ein reformistisches Modell und den Parlamentarismus einsetzte.

### Gründung
1905 vereinigten sich PSDF und PSF zur SFIO; die Führungsfiguren der neuen Partei waren Jules Guesde, Jean Jaurès, Édouard Vaillant und Paul Lafargue. Drängendste Anliegen des neuen Bündnisses waren antikoloniale Überzeugungen und der Kampf gegen den kriegerischen Nationalismus. Formal prägte der revolutionäre Marxismus die SFIO, die trotz des bestimmenden Einflusses von Jean Jaurès jede Regierungsbeteiligung ablehnte. Die Partei verbuchte einen stetigen Stimmenzuwachs bei Wahlen und stellte seit den Parlamentswahlen vom 26. April und 10. Mai 1914 die zweitstärkste Fraktion in der Abgeordnetenkammer.
Jaurès redete im Juli 1914 vor großen Demonstrantenmengen leidenschaftlich gegen den drohenden Weltkrieg. Am 31. Juli fiel er dem Mordanschlag eines nationalistischen Attentäters zum Opfer. Kurz darauf stimmte die große Mehrheit der SFIO dem Verteidigungskrieg und der Bewilligung von Kriegskrediten zu. In ihrem Mitwirken an der Union sacrée sahen Kritiker einen Verrat der jahrelang vertretenen pazifistischen Überzeugungen.

### 1920er Jahre (Spaltung von PCF und Wahlbündnis Cartel des gauches)

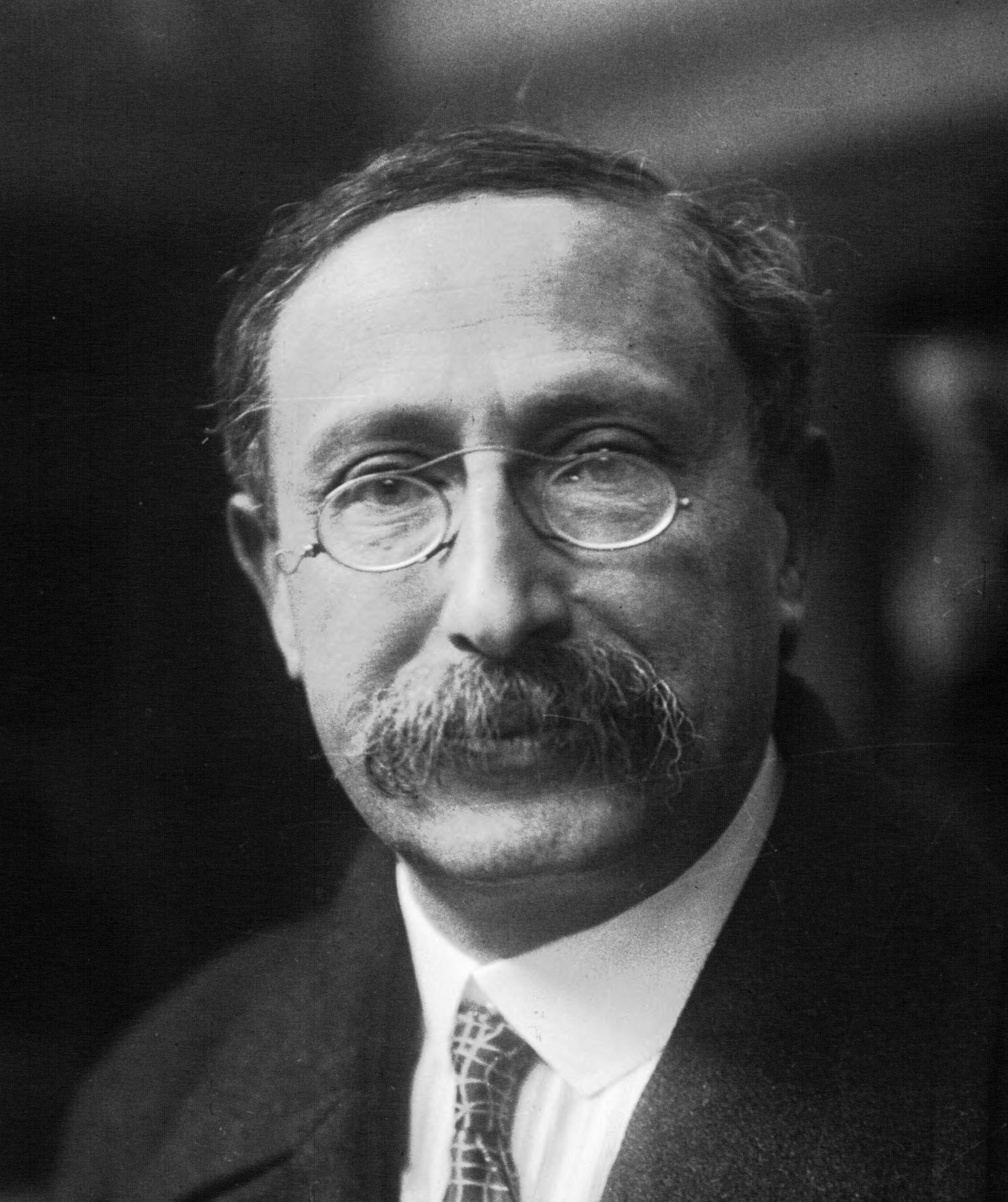
Léon Blum (1927)

Auf ihrem Kongress in Tours 1920 spalteten sich die Mitgliedschaft der SFIO in Anhänger und Gegner der Kommunistischen Internationale (Komintern) auf. Erstere, die Mehrheit, bildeten in der Folge die Parti communiste français (PCF, dt. Französische Kommunistische Partei) und übernahmen den Verwaltungsapparat und das Parteiblatt L’Humanité, während die Minderheit in der SFIO verblieb.
Der Jurist und Publizist Léon Blum wurde die neue Führungspersönlichkeit der SFIO, unterstützt von Vincent Auriol und Paul Faure; sie strebten eine Politik der Vereinigung linksgerichteter Parteien an, was schließlich 1924 zum Wahlsieg des daraus gebildeten Wahlbündnisses Cartel des gauches führte. Unter Blums Leitung verfolgte die SFIO die parlamentarische Taktik, sich nur an Regierungen mit sozialistischem Übergewicht zu beteiligen. Innenpolitisch trat sie für die republikanisch-parlamentarische Demokratie, die Verstaatlichung der Schlüsselindustrien, die Einführung einer Kapitalsteuer und eine durchgreifende Sozialgesetzgebung ein. Außenpolitisch vertrat die SFIO die Prinzipien kollektiver Sicherheit im Völkerbund und plädierte für eine internationale Abrüstung.

### 1930er Jahre (Volksfront)

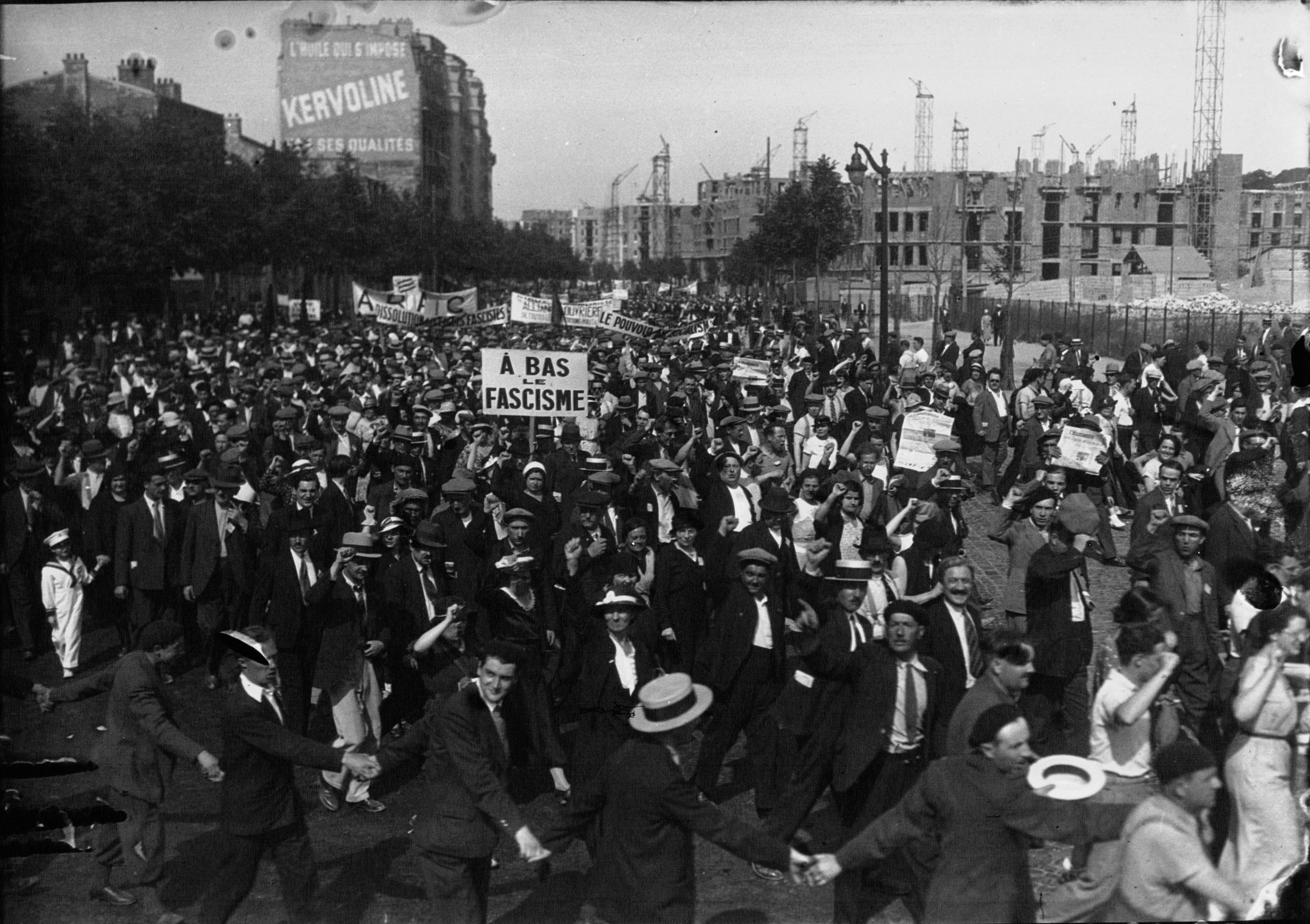
Demonstrationszug der SFIO 1934

Am 27. Juli 1934 vereinbarte die SFIO mit der PCF die Bildung einer Volksfront. 1936 bildete die SFIO als stärkste Fraktion mit der Radikalen Partei die von der PCF tolerierte Volksfront-Regierung.
Unter den 80 Abgeordneten, die nach der Niederlage von 1940 gegen die Übertragung aller Vollmachten an Philippe Pétain stimmten, waren zu einem großen Teil Abgeordnete der SFIO.

### Nachkriegszeit (1944 bis 1969)

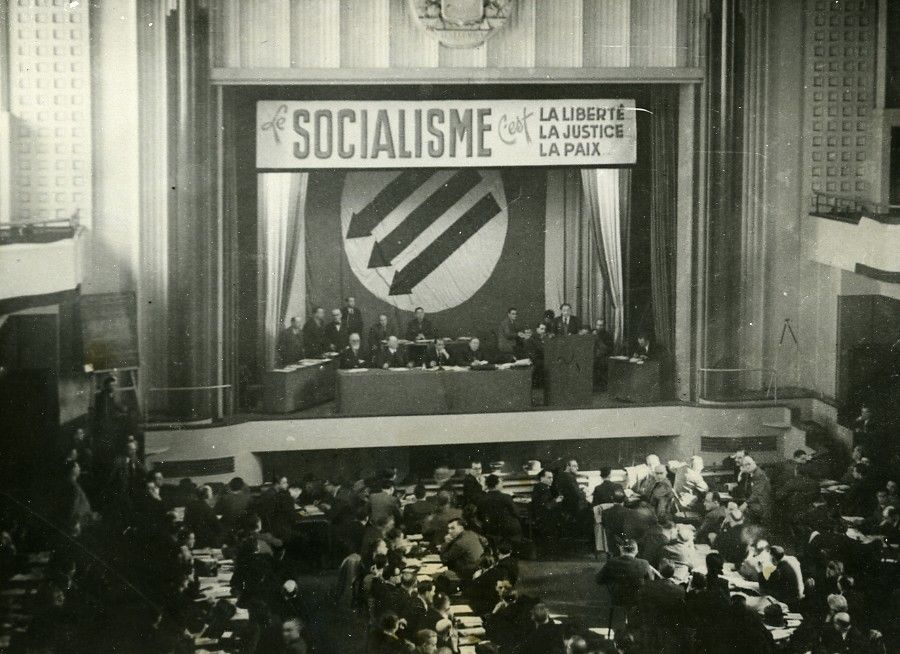
Außerordentlicher Parteitag 1946

Nach dem Zweiten Weltkrieg verlor die SFIO ihre führende Stellung im linken Lager an die PCF, sodass diese von 1946 bis 1973 bei Wahlen regelmäßig mehr Stimmen erhielt als die sozialistischen Parteien. Zudem war auch im außerparlamentarischen Bereich die französische Arbeiterschaft in der Nachkriegszeit überwiegend in der PCF und ihren Vorfeldorganisationen organisiert.
Mehrere kleine sozialistische Bewegungen und Parteien (zum Beispiel die Fédération de la Gauche Démocrate et Socialiste (FGDS, dt. Linke Föderation des Demokratischen Sozialismus), die Convention des Institutions Républicaines (CIR, dt. Föderation der republikanischen Institutionen), die Radikale Partei, die Parti Socialiste Unifié (PSU, dt. Vereinigte Sozialistische Partei)), konkurrierten, angeführt von der sich immer stärker zu einer Honoratiorenpartei entwickelnden SFIO, um die linke Wählerschaft abseits der PCF.
Die SFIO war auch im französisch besetzten Algerien aktiv. In der Nachkriegszeit schloss sich Abdur Rahman Farès der SFIO an und wurde für sie 1946 Mitglied der ersten Nationalversammlung des Départements Algers. Farès war 1962 kurz Interimspräsident von Algerien.
Als in den 1960er Jahren der sozialistische Präsidentschaftskandidat Gaston Defferre nur noch 5 % erreichte, erneuerten sich die sozialistischen und sozialdemokratischen Strömungen in Frankreich in ca. 120 verschiedenen Clubs. Im Mai 1968, als Paris und ganz Frankreich zeitweilig durch eine Welle von Streiks stillstanden, offenbarte sich die Schwäche dieser mangelnden programmatischen und organisatorischen Einheit der sozialistischen Linken, die zur Gründung des Parti Socialiste (PS, dt. Sozialistische Partei) führte.
Im Juli 1969 entstand auf dem Kongress in Issy-les-Moulineaux aus der SFIO und der Parti Radical Socialiste die bis heute bestehende PS. Erst diese Einigung der nichtkommunistischen Linken ermöglichte die Etablierung als drittstärkste politische Kraft Frankreichs und das Bündnis mit der PCF aus dem letztlich 1981 die Präsidentschaft François Mitterrands resultierte.

## Generalsekretäre

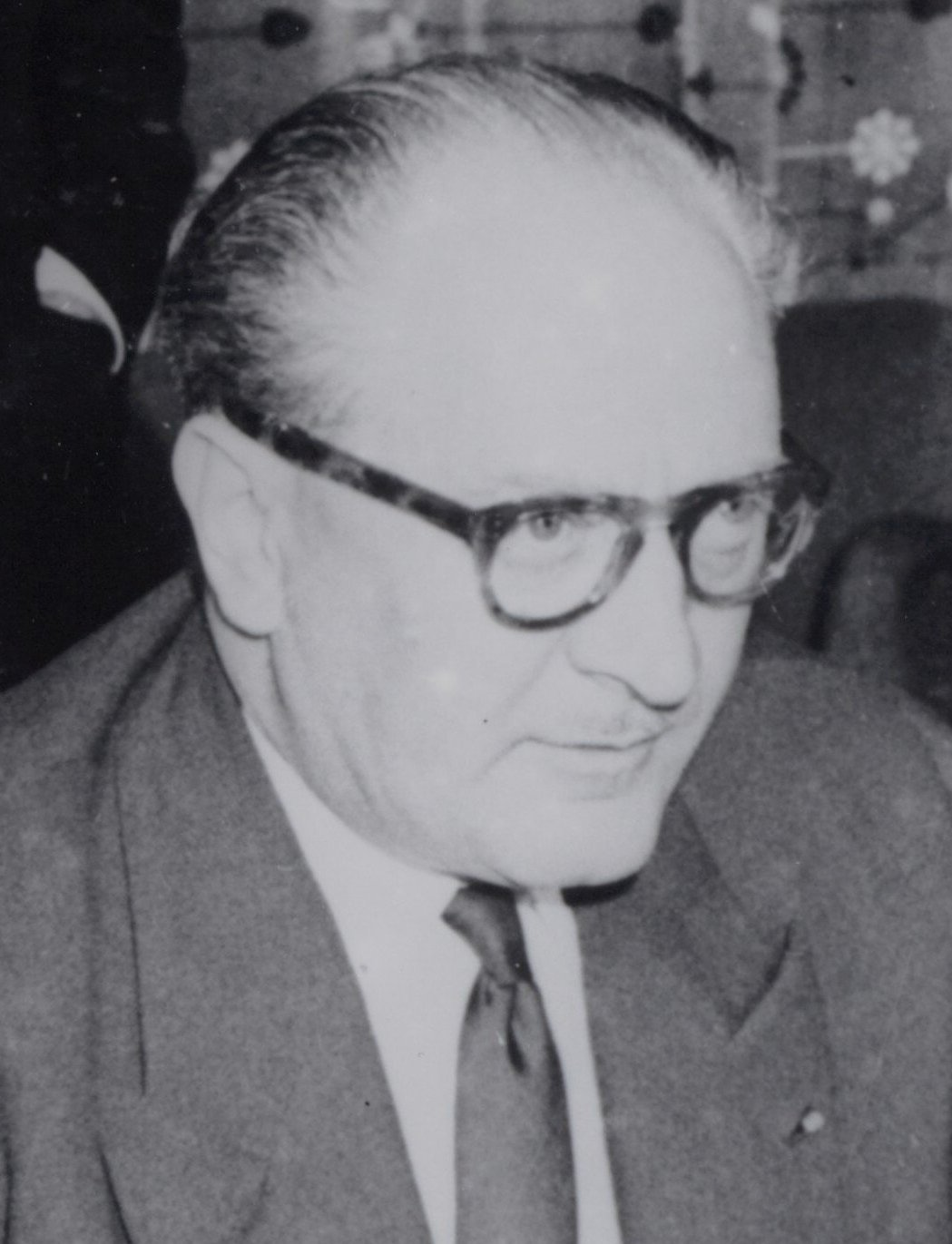
Guy Mollet (1956)

| Name                   | Zeitraum  |
| ---------------------- | --------- |
| Louis Dubreuilh        | 1905–1918 |
| Ludovic-Oscar Frossard | 1918–1920 |
| Paul Faure             | 1920–1940 |
| Daniel Mayer           | 1943–1946 |
| Guy Mollet             | 1946–1969 |

## Wahlergebnisse

### Präsidentschaftskandidaten
| Jahr | Kandidat                                                                   | Stimmen   | Prozent | Platzierung |
| ---- | -------------------------------------------------------------------------- | --------- | ------- | ----------- |
| 1920 | Gustave Delory                                                             | 69        | 8,8 %   | 02.         |
| 1924 | Unterstützung für Paul Painlevé                                            |           |         |             |
| 1931 | Unterstützung für Aristide Briand (1. Runde) und Pierre Marraud (2. Runde) |           |         |             |
| 1932 | Paul Faure                                                                 | 114       | 14,7 %  | 02.         |
| 1939 | Albert Bedouce                                                             | 151       | 16,7 %  | 02.         |
| 1947 | Vincent Auriol                                                             | 452       | 51,2 %  | 01.         |
| 1953 | Marcel-Edmond Naegelen                                                     | 329       | 37,8 %  | 02.         |
| 1958 | Unterstützung für Charles de Gaulle                                        |           |         |             |
| 1965 | Unterstützung für François Mitterrand                                      |           |         |             |
| 1969 | Gaston Defferre                                                            | 1.133.222 | 5,0 %   | 04.         |

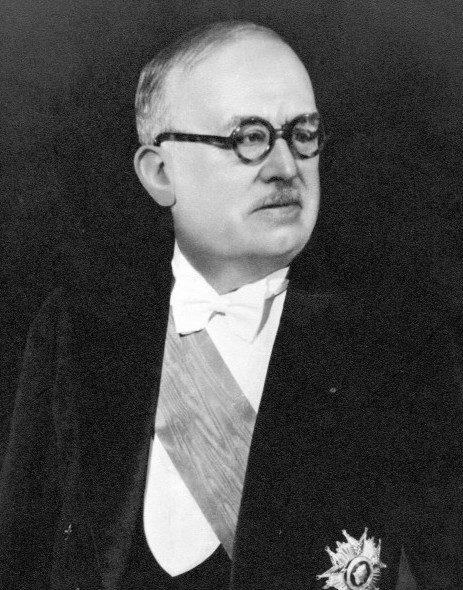
Vincent Auriol, frz. Präsident von 1947 bis 1954

Anmerkung: Bis 1958 wurde der Präsident von den Abgeordneten und Senatoren der Nationalversammlung gewählt. Von 1958 bis 1962 wählten rund 80.000 Wahlmännern den Präsidenten. Seit 1962 wurde der Präsident direkt vom Volk gewählt.

### Parlamentswahlen
| Jahr            | Stimmen   | Prozent | Sitze     | Platzierung |
| --------------- | --------- | ------- | --------- | ----------- |
| 1906            | 0877.221  | 10,0 %  | 54 Sitze  | 04.         |
| 1910            | 1.110.561 | 13,2 %  | 75 Sitze  | 04.         |
| 1914            | 1.413.044 | 16,8 %  | 102 Sitze | 03.         |
| 1919            | 1.728.663 | 21,2 %  | 68 Sitze  | 02.         |
| 1924            | 1.814.000 | 20,1 %  | 104 Sitze | 02.         |
| 1928            | 1.708.972 | 18,0 %  | 100 Sitze | 03.         |
| 1932            | 1.836.991 | 19,2 %  | 132 Sitze | 02.         |
| 1936            | 1.955.306 | 19,9 %  | 149 Sitze | 01.         |
| 1945            | 4.491.152 | 23,8 %  | 134 Sitze | 03.         |
| 1946 (Juni)     | 4.187.747 | 21,1 %  | 128 Sitze | 03.         |
| 1946 (November) | 3.433.901 | 17,9 %  | 102 Sitze | 03.         |
| 1951            | 2.744.842 | 15,4 %  | 107 Sitze | 03.         |
| 1956            | 3.180.656 | 14,9 %  | 095 Sitze | 03.         |
| 1958            | 3.171.459 | 15,5 %  | 047 Sitze | 04.         |
| 1962            | 2.279.209 | 12,5 %  | 066 Sitze | 03.         |
| 1967            | 4.231.173 | 19,0 %  | 121 Sitze | 03.         |
| 1968            | 3.662.443 | 16,5 %  | 057 Sitze | 03.         |

## Bekannte Mitglieder
- Jean Allemane
- Vincent Auriol
- Léon Blum
- Pierre Brossolette
- Paul Brousse
- Marcel Déat
- Gaston Defferre
- Marx Dormoy
- Henri Frenay
- Félix Gouin
- Jules Guesde
- Jean Jaurès
- Paul Lafargue
- Léo Lagrange
- Jean Longuet
- Marceau Pivert
- Paul Ramadier
- Alain Savary
- Léopold Sédar Senghor
- Édouard Vaillant